# آکرای آتشی
آکرای آتشی (نام علمی: Acraea acrita) نام یک گونه از تیره فرچه‌پایان است. این گونه در بخش‌های وسیعی از آفریقا یافت می‌شود. پهنای بال این گونه ۴۵ تا ۵۵ میلی متر است. لاروهای این گونه از گل ساعتیان و آدنیا تغذیه می‌کنند.